# Ignacio Allende, Papantla
Ignacio Allende är en ort i Mexiko.   Den ligger i kommunen Papantla och delstaten Veracruz, i den sydöstra delen av landet, 220 km öster om huvudstaden Mexico City. Ignacio Allende ligger 82 meter över havet och antalet invånare är 939.
Terrängen runt Ignacio Allende är kuperad åt sydväst, men åt nordost är den platt. Runt Ignacio Allende är det ganska tätbefolkat, med 230 invånare per kvadratkilometer. Närmaste större samhälle är Papantla de Olarte, 19,9 km nordväst om Ignacio Allende. Omgivningarna runt Ignacio Allende är en mosaik av jordbruksmark och naturlig växtlighet.